# Sandrine Kiberlain
Sandrine Kiberlain (właśc. Sandrine Kiberlajn; ur. 25 lutego 1968 w Boulogne-Billancourt) – francuska aktorka filmowa, teatralna i telewizyjna oraz piosenkarka.

## Życiorys
W latach 1987–1989 uczyła się aktorstwa w szkole Cours Florent, a następnie od 1989 do 1992 kontynuowała naukę w Conservatoire national supérieur d’art dramatique. Po ukończeniu tej szkoły zaczęła występować w teatrze.
W 1995 dostała „Prix Romy Schneider”. Dwukrotnie otrzymała Cezara; w 1996 dla „Najbardziej obiecującej aktorki” za rolę w filmie Mieć albo nie mieć, a w 2014 dla „Najlepszej aktorki” za film Dziewięć długich miesięcy.
Zasiadała w jury konkursu głównego na 54. MFF w Cannes (2001). Przewodniczyła obradom jury Złotej Kamery na 70. MFF w Cannes (2017).
Jako wokalistka wydała dwa albumy.
Mężem Kiberlain jest aktor Vincent Lindon. Ma jedno dziecko, córkę Suzanne.

## Filmografia

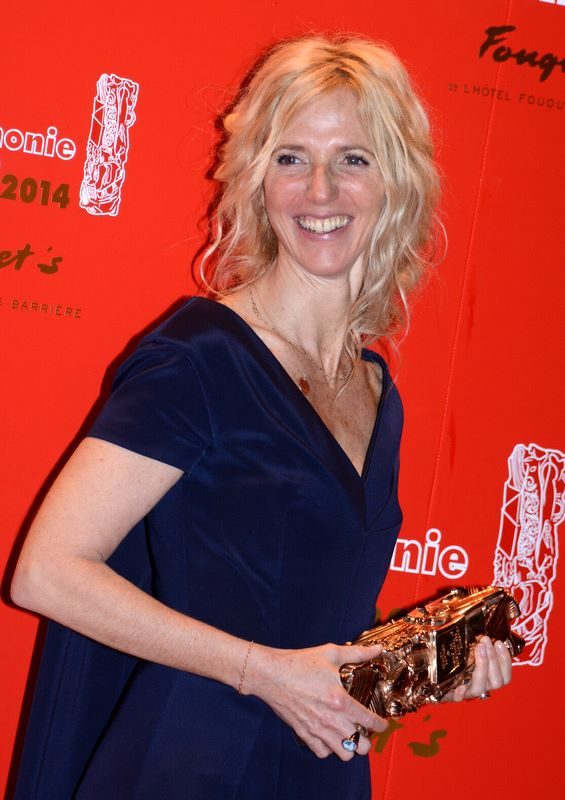
Sandrine Kiberlain podczas ceremonii wręczenia Cezarów w 2014

| - 1986: Cours privé - 1986: On a volé Charlie Spencer! jako urzędniczka w banku - 1989: Les Compagnons de l'aventure - 1989: Marat – w serii Les Jupons de la Révolution – jako Alexandrine d'Oppède - 1990: Cyrano de Bergerac jako siostra Colette - 1991: Des filles et des chiens - 1991: Milena - 1992: Sexes faibles! jako kelnerka - 1992: Obrońca (L'Inconnu dans la maison) jako Marie - 1993: L'Instinct de l'ange jako Pauline - 1993: Comment font les gens jako Irène - 1993: Les gens normaux n'ont rien d'exceptionnel jako Florence - 1994: Patrioci (Les Patriotes) jako Marie-Claude - 1994: L'Irrésolu jako Gaelle - 1995: Tom est tout seul jako Laurette - 1995: Mieć albo nie mieć (En avoir (ou pas)) jako Alice - 1996: Apartament (L'Appartement) jako Muriel - 1996: Wielce skromny bohater (Un Héros très discret) jako Yvette - 1996: Zuchwały Beaumarchais (Beaumarchais, I'insolent) jako Marie-Thérèse - 1997: Quadrille jako Claudine André - 1997: Siódme niebo (Le Septième Ciel) jako Mathilde - 1998: Na sprzedaż (À vendre) jako France Robert - 1999: Nic o Robercie (Rien sur Robert) jako Juliette Sauvage - 2000: Kochana rodzinka (Tout va bien, on s'en va) jako Béatrice - 2000: Kochaj mnie (Love Me) jako Gabrielle Rose - 2000: La Fausse Suivante jako kobieta z kawalerii - 2001: Betty Fisher i inne historie (Betty Fisher et autres histoires) jako Betty Fisher |  | - 2002: Ładne kwiatki (C'est le bouquet!) jako Catherine - 2003: Jedynaczki (Filles uniques) jako Carole - 2003: Męskie sekrety (Après vous...) jako Blanche Grimaldi - 2004: Un petit jeu sans conséquence jako Claire - 2007: Très bien, merci jako Béatrice - 2007: Życie artysty (La Vie d'artiste) jako Alice - 2009: Mademoiselle Chambon jako Véronique Chambon - 2009: Romaine par moins 30 jako Romaine - 2009: Mikołajek (Le Petit Nicolas) jako nauczycielka - 2010: Un balcon sur la mer jako Clotilde Palestro - 2010: Kobiety z 6. piętra (Les Femmes du 6ème étage) jako Suzanne Joubert - 2011: Poliss (Polisse) jako pani de la Faublaise - 2011: Beur sur la ville jako Diane - 2011: L'Oiseau jako Anne - 2012: Niewierni (Les Infidèles) jako Marie-Christine - 2012: Pauline détective jako Pauline - 2012: Rue Mandar jako Emma - 2013: Tip Top jako Sally Marinelli - 2013: Wieczni chłopcy (Les Gamins) jako Suzanne - 2013: Dziewięć długich miesięcy (9 mois ferme) jako Ariane Felder - 2013: Violette jako Simone de Beauvoir - 2014: Życie Rileya (Aimer, boire et chanter) jako Monica - 2014: Fanka (Elle l'adore) jako Muriel Bayen - 2015: Floride jako Alice Lherminier - 2015: Comme un avion jako Rachelle - 2015: Encore heureux jako Marie Ogiel - 2016: Mając 17 lat (Quand on a 17 ans) jako Marianne Delille - 2024: Boska Sarah Bernhardt jako Sarah Bernhardt |

źródła:

## Dyskografia
| Manquait plus qu'ça                     | - Data: 24 maja 2005 - Wydawca: EMI        | 18 | 97 |
| Coupés bien net et bien carré           | - Data: 1 października 2007 - Wydawca: EMI | 29 | —  |
| „—” oznacza, że album nie był notowany. |                                            |    |    |

## Nagrody
- Cezar Najbardziej obiecująca aktorka: 1996 Mieć albo nie mieć